# Superbattito
| Recensione       | Giudizio |
| ---------------- | -------- |
| Rockol.it        |          |
| Sentireascoltare |          |
| Onda Rock        |          |

Superbattito è il primo album in studio del cantante italiano Gazzelle, pubblicato il 3 marzo 2017.
Il 2 marzo 2018 viene pubblicata una versione deluxe dell'album chiamata Megasuperbattito, comprendente dei nuovi singoli.

## Tracce
1. Non sei tu – 3:19
2. Quella te – 3:06
3. Zucchero filato – 3:15
4. Meltinpot – 3:41
5. Balena – 3:29
6. Démodé – 3:15
7. Nmrpm – 3:37
8. Greta – 2:24

CD bonus nell'edizione Megasuperbattito
1. Martelli – 3:00
2. Meglio così – 4:01
3. Stelle filanti – 3:05
4. Sayonara – 3:42
5. Nero – 3:18

## Classifiche
| Classifica (2018) | Posizione massima |
| ----------------- | ----------------- |
| Italia            | 2                 |